# Emmanuelle Pierre-Marie
Pour les articles homonymes, voir Pierre Marie.
Emmanuelle Pierre-Marie, née le 11 janvier 1971 à Chinon (Indre-et-Loire), est une sociologue et femme politique française. Membre d'Europe Écologie Les Verts, elle est l'actuelle maire du 12e arrondissement de Paris.

## Biographie

### Enfance
Née de parents sympathisants socialistes, Emmanuelle Pierre-Marie grandit à Chinon (Indre-et-Loire), puis à Paluel (Seine-Maritime). Elle est l'aînée d'une famille de trois enfants ; son père — comme plusieurs personnes de sa famille — travaille pour EDF. Elle déclare qu'il « participait à la mise en place du cœur du réacteur » de la centrale nucléaire de Paluel et  qu'il a « été irradié et s'est retrouvé gravement malade ». 

### Études et vie professionnelle
Elle commence à s'intéresser à la sociologie au lycée et décide d'effectuer des études supérieures dans cette discipline. Elle fait un master à l'université de Caen-Normandie (1989-1994), puis un doctorat à l'université Paris-VIII (1996-2002). Elle devient par la suite enseignante-chercheuse dans l’ancien laboratoire de Pierre Bourdieu.
Après avoir été chargée d'études à l'agence d'urbanisme du Havre, elle intègre en 2010 celle de Paris (APUR). Elle s'intéresse notamment aux sujets concernant les « invisibles des villes », comme les sans-abri, les malades ou les personnes en situation de handicap,.

## Parcours politique
Elle rejoint Europe Écologie Les Verts (EELV) durant l'élection présidentielle de 2012,. Cet engagement fait suite aux « attaques » subies par Eva Joly, en tant que « femme, sexagénaire, immigrée, à la carrière brillante ».
Lors des municipales de 2014 dans le  12e arrondissement de Paris, elle figure à la 4e place de la liste  menée par Christophe Najdovski. Avec 10,06 % des voix au premier tour, la liste fusionne avec celle de Catherine Baratti-Elbaz (PS). Cette dernière est élue maire à l'issue du second tour et du conseil municipal ; Emmanuelle Pierre-Marie est alors nommée conseillère d'arrondissement déléguée auprès de la maire chargée de l'égalité femmes-hommes et de la lutte contre les discriminations.
Elle est candidate pour les élections législatives de 2017 dans la huitième circonscription de Paris ; elle est éliminée au premier tour avec 5,98 % des voix.
Candidate EELV pour les élections municipales de 2020 toujours dans le 12e arrondissement, Emmanuelle Pierre-Marie voit sa liste arriver en 4e position avec 11,95 % à l'issue du premier tour au mois de mars. Elle est devancée par celles de Sandrine Mazetier (LREM ; 16,54 %), Valérie Montandon (LR ; 22,86 %) et Emmanuel Grégoire (PS ; 33,39 %). Début juin, un mois avant le second tour, les têtes de listes Anne Hidalgo (PS) avec David Belliard (EELV) officialisent la fusion de leurs listes. Finalement, grâce à un accord politique négocié avec le Parti socialiste en cas d'une victoire commune avec la maire sortante, les Verts obtiendront le fauteuil de maire dans un arrondissement de Paris ; la décision se porte sur la mairie du 12e arrondissement. Lors du second tour, la liste fusionnée l'emporte avec 54,98 % des voix ; Emmanuelle Pierre-Marie est alors élue maire le 11 juillet, tandis qu'Emmanuel Grégoire reste premier adjoint d'Anne Hidalgo, chargé de l'urbanisme.
Fin 2022, elle se fait critiquer pour avoir passé les fêtes de fin d'année à New York en ayant pris l'avion.
En juin 2023, elle est violemment prise à partie et menacée de mort par un motard sur une piste cyclable,,. Elle avait déjà été violentée par une automobiliste en 2021.

## Vie privée
Elle est mère de trois enfants.